# Дрезденский договор
Дрезденский договор — соглашение польского короля и курфюрста саксонского Августа II c датско-норвежским королём Фредериком IV о союзничестве против юного шведского короля Карла XII. Договор был заключён в Дрездене 14 сентября 1699 года и являлся подготовительным к Северной войне.

## Значение договора
После смерти 25 августа 1699 года датского короля Кристиана V и восшествия на престол его старшего сына под именем Фредерика IV, последний отправил своего будущего шурина, графа Кристиана фон Ревентлова с тайной миссией в Дрезден. Целью нового датского короля было вернуть провинции  Сконе, Блекинге и Халланд на юге Скандинавского полуострова, которые были утрачены Данией во время предыдущей Сконской войны (1674–1679).
Посланник от имени короля заключил с Августом тайный союз против Швеции. При этом молодой граф действовал столь искусно, что находившийся при польском дворе шведский дипломат Веллинг ничего не заподозрил. В ноябре того же года к союзу присоединился и русский царь Пётр Алексеевич, заключив с Августом Преображенский договор. Примечательно, что союзные договора и с Фредериком, и с Петром, Август заключил как курфюрст Саксонский, но не как король Польский.
В результате был создан трехсторонний Северный союз, создавший предпосылки для грядущей Северной войны.
Дрезденский договор действовал меньше года: в августе 1700 года Дания вышла из войны, заключив со Швецией сепаратный Травендальский мир.